# Небезпечні жінки (антологія)
«Небезпечні жінки» (англ. Dangerous Women) — міжжанрова антологія, що містить 21 оригінальне оповідання та повісті «одних із найбільших авторів та авторок у галузі наукової фантастики / фентезі», упорядкована Джорджем Р. Р. Мартіном і Ґарднер Дозуа і випущена 3 грудня 2013 року. Твори «демонструють здатність нібито слабкої статі до магії, насильства та хаосу» і «досліджують висоти, яких можуть досягти сміливі жінки, і глибини, яких можуть охопити розпусні». У своєму власному вступі Дозуа пише: «Тут ви не знайдете нещасних жертв, які стоять скиглить від страху, поки чоловік-герой бореться з чудовиськом або б'є мечами з лиходієм… І якщо ви хочете зв'язати цих жінок на залізничні колії, ви побачите, що вас чекає справжня боротьба».
За словами Дозуа, «Небезпечні жінки» було задумані як «міжжанрову антологію, яка б поєднувала всі види фантастики, тому ми запросили письменників із усіх жанрів  —  наукової фантастики, фентезі, містики, історії, жахів, паранормальних романів, чоловіків і жінок. однаково — для вирішення теми». Спочатку антологія була оголошена як «Фатальні жінки». Мартін зазначив, що твори його самого, Брендона Сандерсона, Діани Гебалдон і Керолайн Спектор є повістями. Антологія отримала премію World Fantasy Award 2014 року за найкращу антологію.

## Зміст
- Вступне слово Ґарднер Дозуа
- «Перший закон» Джо Аберкромбі
На дикому заході відчайдушна жінка переслідується мисливцями за головами в покинутому містечку, але їй все одно вдається вийти з ситуації переможницею. Номінація на премію «Локус» 2014 року.[7]
- «Моє серце або розбите, або розбите» Меган Ебботт 
Чоловік підозрює свою ексцентричну дружину у вбивстві їхньої доньки, але правда виявляється гіршою.
- «Пісня Нори» Сеселії Голланд 
Історія про принцесу Елеонору та її спостереження за королівським домом Генріха II Англійського та (майбутнього) Річарда I.
- «Руки, яких немає» Мелінди Снодграсс (імперці)
У похмурому майбутньому лейтенант чує про теорію змови про інопланетну расу, здатну генетично змінювати людей.
- «Бомби» Джима Бучера («Файли Дрездена»)
Учениця молодого чарівника опиняється між ворогуючими угрупованнями і мусить змагатися з часом, щоб врятувати вампіра.
- «Раїса Степанова» Керрі Вон 
Російська льотчиця-винищувачка часів Другої світової війни з амбіціями стати асом. Історія про російський опір та її долю переплітається з її власною боротьбою за визнання.
- «Боротьба з Ісусом» Джо Р. Ленсдейла 
Двоє борців зачаровуються жінкою і продовжують боротися один з одним навіть після виходу на пенсію за негласної умови, що переможець отримає жінку.
- «Сусіди» Маргарет Ліндгольм
У мальовничому передмісті Сіетла хвороба Альцгеймера змінює спосіб життя літніх жінок. Трохи магії та подорожей у часі додаються для повноти картини.
- «Я знаю, як їх вибирати» Лоуренса Блока
Сучасний кримінальний трилер;[3] кримінальна історія про фатальну жінку з несподіваним поворотом.
- «Тіні для тиші в пекельних лісах» Брендона Сендерсона (The Cosmere)[6] 
У лісі, населеному надприродними злими істотами, яких називають тінями, літній трактирник вночі стає мисливцем за головами.
- «Королева у вигнанні» Шерон Кей Пенман
Хроніка маловідомого епізоду сицилійської історії кінця ХІІ століття;[3] Констанція Сицилійська докладає всіх зусиль, щоб забезпечити підтримку народу для свого сина, (майбутнього) Фрідріха II, імператора Священної Римської імперії.
- «Дівчина у дзеркалі» Лева Ґроссмана («Маги»)
- «Друга арабеска, дуже повільно», Ненсі Кресс
- «Міський Лазар», Діани Роуленд
- «Незаймані» Діани Геблдон («Чужинець»)[6] 
У 1740 році у Франції молоді шотландські горяни Джеймі Фрейзер та Ян Мюррей стають найманцями.[3][8]
- «Пекло не має люті» Шеррілін Кеньйон, сучасна історія про привидів корінних американців[3]
- «Вимовляючи приреченість» С. М. Стірлінга («Емберверс»), казка про «висячого суддю», дія якої відбувається «в постапокаліптичній Америці, спустошеній чумою та збоями в роботі машин».[3]
- «Назви звіра» Сема Сайкса
- «Опікуни» Пет Кедіген
- «Брехня, яку мені сказала мама» Керолайн Спектор («Дикі карти»)[6]
- «Принцеса і королева, або Чорні та зелені» Джорджа Мартіна,[6] історія про «війну, що спалює континенти», яка вибухає між принцесою Таргарієнів Рейнірою та її мачухою королевою Алісентою, що відбувається у Вестеросі з циклу Мартіна «Пісня льоду й полум'я», за 200 років до подій «Гри престолів» (1996 р.).[2][3][9] Номінант на премію «Локус» 2014 року.[7]

## Відгуки
На The Omnivore, на основі рецензій британської та американської преси, книга отримала «omniscore» 4,5 з 5.
І «Якийсь Відчайдух» Аберкромбі, і «Принцеса і королева» Мартіна були номіновані на премію «Локус» 2014 року. Антологія в цілому отримала Всесвітню премію фентезі 2014 року за найкращу антологію.